# スミレヌレバカケス
スミレヌレバカケス (学名：Cyanocorax beecheii)は、スズメ目カラス科に分類される鳥類の一種。

## 分布
北アメリカ（メキシコ）